# Sebastes glaucus
Sebastes glaucus és una espècie de peix pertanyent a la família dels sebàstids i a l'ordre dels escorpeniformes.

## Descripció
Fa 50 cm de llargària màxima i és de color negre a gris amb un clapejat groc. Presenta 3 franges fosques que li surten dels ulls. Peritoneu fosc. Perfil convex entre els ulls. 8 espines al cap. 29-30 vèrtebres. 14 espines dorsals.

## Reproducció
És de fecundació interna i vivípar.

## Alimentació
A Rússia, els adults es nodreixen d'eufausiacis i de peixos nectònics. El seu nivell tròfic és de 3,1.

## Hàbitat i distribució geogràfica
És un peix marí, demersal (entre 2 i 370 m de fondària) i de clima temperat, el qual viu al Pacífic nord-occidental: des de la prefectura d'Iwate (Honshu, el Japó) fins a la mar d'Okhotsk, el nord de la mar del Japó (com ara, el krai de Primórie) i l'oest de la mar de Bering (incloent-hi les illes Aleutianes a Alaska).

## Observacions
És inofensiu per als humans i el seu índex de vulnerabilitat és d'alt a molt alt (69 de 100)